# Hiện tượng quan sát thấy UFO ở Nam Phi
Đây là danh sách những trường hợp được cho là đã nhìn thấy vật thể bay không xác định hoặc UFO ở Nam Phi.

## Thế kỷ 20

### Máy bay đơn ma năm 1914
Từ ngày 11 tháng 8 đến ngày 9 tháng 9 năm 1914, hàng nghìn người Nam Phi ở nhiều vùng khác nhau của đất nước đã quan sát thứ mà họ cho là một chiếc máy bay đơn vào ban đêm, hoặc được cho là đang quan sát đèn pha của nó, trong khi trong một số trường hợp, phương tiện trên không thực hiện các thao tác phức tạp. Đó là vào những tuần trước chiến dịch Tây Nam châu Phi trong Thế chiến thứ nhất, và nhiều người nghi ngờ một chiếc máy bay đơn của quân Đức đối địch đang thực hiện một nhiệm vụ gián điệp hoặc ném bom. Tuy nhiên, những khả năng này đã bị loại bỏ và nguồn gốc của chiếc máy bay vẫn còn mơ hồ. Tương tự như vậy, điểm đến, nơi hạ cánh hoặc nơi tiếp nhiên liệu và danh tính của phi công vẫn không mấy ai hay biết, khiến vài người coi đây chỉ là một trường hợp mắc chứng cuồng loạn tập thể.

### Vụ chứng kiến UFO thập niên 1960
- Tháng 1 năm 1960, ông Coetzee, quản lý của một công ty bảo hiểm lớn ở Port Elizabeth, đã chú ý đến một chiếc phi thuyền hình điếu xì gà màu bạc, không ồn ào khi đang trên đường về nhà lúc 17 giờ 40 phút. Ông không nhìn thấy cơ chế đẩy của con tàu này nhưng đang di chuyển chậm dần về phía đông ở độ cao ước tính 20.000 foot (6.100 m) thì đột ngột tăng tốc và biến mất trong vài giây.[4]

### Vụ chứng kiến UFO thập niên 1970
- Bennie Smit, chủ trang trại Braeside gần Fort Beaufort ở Eastern Cape, tuyên bố đã nổ súng vào một vật thể không xác định vào buổi sáng ngày 26 tháng 6 năm 1971. Anh ta được người làm công của mình Boer de Klerk báo động vào lúc 9 giờ sáng khi nhận thấy một quả cầu lửa có đường kính khoảng 2,5 foot (0,76 m) đang di chuyển ở độ cao ngọn cây. Smit đã bắn chính xác tám phát vào đấy nhưng những phát súng này không có tác dụng rõ ràng. Thay vào đó, vật thể này phản ứng với sự hiện diện và giọng nói của họ bằng cách né tránh và ẩn nấp.[5] Trung sĩ cảnh sát Piet Kitching và chỉ huy đồn cảnh sát PR van Rensburg đến lúc 10 giờ sáng và bắn thêm các phát súng nữa. Họ kể lại là vật thể này chợt thay đổi màu sắc của nó cho đến thời điểm này, nhưng bây giờ có vẻ ngoài giống như một chiếc trống 44 gallon hình bầu dục, màu xám gunmetal. Khi Smit bắn hai phát súng cuối cùng từ khoảng cách chỉ 10 đến 18 m, vật thể bay lên, đi vào khu rừng không thể xuyên thủng, nơi có thể nghe thấy tiếng va chạm xuyên qua bụi cây.[5] Smit nhìn thấy lần cuối sau 12 giờ trưa, nhưng sau đó nghe thấy âm thanh của nó vào ban đêm. Sáu thành viên hội đồng tại Fort Beaufort cũng trình báo chính mắt họ đã quan sát vật thể này qua ống nhòm. Chín dấu chân (ba bộ ba)[5] của thiết bị hạ cánh được cho là của nó đã được tìm thấy trong đất sét cứng. Mặc dù Trung đoàn Lục quân Grahamstown được cho là đã điều tra địa điểm, căn cứ sau đó không thể đưa ra bất kỳ hồ sơ nào về sự kiện này.[6] Vụ việc đã được giới báo chí quốc tế đưa tin và khiến cho các doanh nghiệp lợi dụng vụ việc, với một quán rượu tự gọi mình là "UFO Bar" và sơn đĩa bay trên tường[7] và Khách sạn Savoy địa phương lưu giữ những mẩu chuyện được đăng trên tường khách sạn nơi đây.[8] Trong một bài xã luận hài hước, tờ New Scientist cho biết chính phủ phân biệt chủng tộc Nam Phi "rất khó tính về loại người nhập cư mà mình chào đón và những người đàn ông da xanh nhỏ bé rất có thể nằm trong danh sách bị cấm".[9]

### Vụ chứng kiến UFO thập niên 1990
- Ngày 7 tháng 4 năm 1991, lúc 11 giờ 15 phút chiều, một con tàu hình tam giác đang lơ lửng với ánh sáng trung tâm màu đỏ và ánh sáng giống như ngôi sao màu trắng ở mỗi đầu, được một gia đình ở Baviaanspoort, Pretoria quan sát thấy được. Một con tàu tương tự đã được nhìn thấy ở thị trấn Eersterust gần đó vào tối ngày 8 và 9 tháng 4, đứng yên hoặc di chuyển.[10][11][12][13] Những lần nhìn thấy này xảy ra khoảng một năm sau khi làn sóng UFO Bỉ kết thúc. Một thập kỷ sau, một chiếc máy bay hình tam giác khác được một gia đình trình báo khi họ đang đi du lịch ở khu vực Hartbeespoort, cách đó khoảng 50 km về phía tây.[14]
- Ngày 18 tháng 11 năm 1993, lúc 10 giờ 15 phút tối, Messrs du Plessis và Venter là cư dân ở Sasolburg đã quan sát thấy một chiếc phi thuyền đến từ hướng Vereeniging. Con tàu khởi hành trong nháy mắt theo hướng Parys, nhưng quay lại khoảng ba phút sau đó. Con tàu này có dáng vẻ bề ngoài tương tự như một giọt nước mà theo quan sát thì có thể thay đổi màu sắc và hình dạng. Theo thời gian, các ngọn đèn riêng lẻ được phân biệt và phần thân được xác định là có hình điếu xì gà. Trong khi bao bọc trong luồng ánh sáng từ vàng đến cam, nó phát ra ánh sáng xanh lam đi xuống, trước khi một lần nữa biến mất trong nháy mắt, hướng lên trên.[15] Một cư dân thị trấn gần đó tuyên bố đã tìm thấy dấu vết của thiết bị hạ cánh thuộc một chiếc phi thuyền nhỏ, khoảng hai tháng sau đó.[16]
- Tháng 9 và tháng 10 năm 1994, một nông dân ở Warrenton kể lại chính mắt mình đã quan sát nhiều lần về một chiếc phi thuyền ồn ào vào ban đêm đang di chuyển với tốc độ lớn, bên cạnh thứ mà ông mô tả là 'tàu mẹ'. Tiếng ồn của con tàu này được đem ra so sánh với âm thanh của máy bay trực thăng hoặc động cơ Volkswagen Beetle. Tuyên bố chung của người nông dân được bốn nhà quan sát độc lập ủng hộ.[17]

- Một làn sóng UFO quét qua Nam Phi từ cuối tháng 3 đến giữa tháng 4 năm 1995, được giới truyền thông đưa tin rộng rãi.[18][19][20] Tại De Brug, một vật thể lơ lửng đã được bà Erasmus quay video và viên cảnh sát thông báo lúc 02 giờ 20 phút qua lời xác nhận sự hiện diện của nó khi đến nơi. Khoảng 08 giờ 30 phút sáng hôm đó, tay nông dân tên Jan Pienaar được cho là đã gặp phải một chiếc tàu đổ bộ chặn đường anh ta trong ba phút trên một con đường nông thôn ở phía nam Coligny.[18] Các tác động vật lý đã được báo cáo; tại Coligny, động cơ của chiếc xe tải nhỏ bị ngắt và người quan sát có cảm giác như bị ghim chặt xuống đất, trong khi bãi đáp vẫn nóng như thiêu đốt khi chạm vào. Tại Lindley, những người quan sát báo cáo rằng đồng hồ kỹ thuật số của họ dừng lại khi vật thể đi ngang qua.[19]
- Vào lúc 4 giờ sáng ngày 28 tháng 8 năm 1996, một đĩa phát sáng đã được Trung sĩ Nico Stander quay lại trong lúc anh đang làm nhiệm vụ tại đồn cảnh sát Adriaan Vlok, Pretoria,[21] và Johann Becker, cư dân Pretoria nhận thấy nó lơ lửng trên Erasmuskloof. Đĩa rung chứa một hình tam giác màu đỏ, và tại một thời điểm phát ra những xúc tu màu xanh lá cây tươi sáng. Một cuộc rượt đuổi xảy ra sau đó với sự tham gia của khoảng 200 cảnh sát và trực thăng cảnh sát Bo-105 do Sĩ quan cảnh sát Fred Viljoen lái. Chiếc trực thăng cùng 5 sĩ quan cất cánh lúc 5 giờ 30 phút sáng và phát hiện vật thể trên Mamelodi. Viljoen đã liên lạc với các nhà điều hành radar tại Căn cứ Không quân Waterkloof rồi báo cáo tình trạng lộn xộn của radar trong vùng lân cận.[21] Trong khi bị trực thăng truy đuổi, nó thực hiện các chuyển động nhấp nhô theo chiều dọc và ngang, đồng thời vượt xa trực thăng ở tốc độ tối đa (khoảng 270 km/h).[22] Cuộc rượt đuổi đã kết thúc ở độ cao 10.000 foot (3.000 m) trong khu vực Cullinan khi nhiên liệu của họ sắp hết và vật thể bay lên theo phương thẳng đứng.[23][24] Người ta lại nhìn thấy một vật thể lạ trong khu vực này vào rạng sáng ngày 31 tháng 8 và ngày 1 tháng 9.[25]
- Vào khoảng cuối tháng 7 năm 1997, một đám mây sáng bóng, hình trụ, lơ lửng được Andreas Mathios quay phim trên bầu trời phía trên thị trấn Trichardt, thuộc tỉnh Mpumalanga phía tây hiện nay. Ngoài Mathios ra, vật thể này còn được ba người khác quan sát độc lập vào khoảng 6 giờ 50 phút sáng. Ánh sáng đột ngột giảm xuống và tăng trở lại trước khi biến mất. Sasol 2 và 3 được cho là đã bị mất điện tạm thời vào sáng hôm đó. Andreas Mathios đã gọi điện cho kiểm soát không lưu để lấy thông tin về bất kỳ vật thể nào được phát hiện trong không phận. Trichardt cũng là nơi xảy ra vụ chứng kiến UFO năm 1985.[26]
- Ngày 8 tháng 5 năm 2000, lúc 3 giờ 24 phút sáng, thanh tra cảnh sát Kriel tuyên bố đã quan sát thấy một UFO đang đến gần khi đang di chuyển trên xa lộ N3, cách Warden 70 km về phía bắc ở tỉnh Free State phía đông. Luồng sáng hình bầu dục màu cam được gắn vào hai mái vòm, một ở trên và một ở dưới, và đủ rộng để bao phủ bốn làn đường của xa lộ. Sau khi tiếp cận gần thì con tàu lại rút lui. Một báo cáo tiếp theo tuyên bố rằng vùng lân cận được nhiều người biết đến qua những hiện tượng ánh sáng hiện hình chuyển động.[27]

## Thế kỷ 21
- Ngày 27 tháng 6 năm 2004, Roshnie Naidu đã quan sát và quay video một ngọn đèn rất sáng, nhiều màu sắc treo lơ lửng gần nhà cô ở Durban trong ba giờ. Cô ấy đã có thể cảnh báo cho các thành viên trong gia đình và hàng xóm về sự hiện diện của nó, đồng thời quan sát thấy nó thay đổi hình dạng từ hình tròn sang hình bầu dục.[28][29]
- Năm 2009, nhiều nhân chứng đã nhìn thấy hai khối vật thể bay cao, màu đỏ cam và được một số người quay video khi chúng di chuyển giữa các thị trấn Middelburg và Witbank, cách nhau 25 kilômét (16 mi). Đội hình đầu tiên của bảy vật thể được nhìn thấy vào lúc 21 giờ 51 phút ngày 27 tháng 2, khi chúng bay về phía tây từ Middelburg tới Witbank. Do độ cao của chúng, cuối cùng chúng đã biến mất sau những đám mây. Vào lúc 20 giờ ngày 6 tháng 3, chúng lại được ghi nhận trên bầu trời cao, nhưng lần này với số lượng lớn hơn lên tới 23 chiếc và di chuyển theo hướng ngược lại.[30][31]
- Vào các buổi tối ngày 21 và 22 tháng 7 năm 2010, cư dân vùng Booysens, Pretoria, đã quan sát thấy một tam giác ánh sáng rực rỡ treo bất động trên bầu trời trong hai giờ. Trong mỗi trường hợp, vật thể này bắt đầu đi xuống chậm về phía chân trời lúc 20 giờ 30 phút. Quan sát bằng ống nhòm không cho thấy gì khác ngoài ánh sáng màu xanh lam và ngọc lục bảo, với ánh sáng trắng chiếu thẳng xuống dưới.[32][33]
- Vào các buổi tối ngày 11, 20 và 21 tháng 5 năm 2011, người ta đã quan sát thấy một loạt ánh sáng màu cam, im lặng với độ sáng nhất quán khi chúng di chuyển nhanh hơn một chiếc máy bay thương mại qua Tierpoort gần Pretoria (khoảng 20 vật thể) và Krugersdorp.[34] Ngày 15 tháng 6, bảy vật thể này đã được quan sát và một số được chụp ảnh khi chúng băng qua bầu trời thành một hàng trên Tierpoort.[35] Vào lúc 22 giờ ngày 30 tháng 10 năm 2011, Ông van Greuning đã chụp ảnh hai trong số năm quả cầu lửa im lặng mà mình vừa quan sát thấy đang di chuyển về phía nam trong đám mây thấp gần thị trấn Harrismith.[36]
- Hai cư dân Prestbury nhận thấy một quả cầu màu cam trên bầu trời Pietermaritzburg vào tháng 11 năm 2015 và chụp được một bức ảnh mờ. Ngay sau đó, ngày 22 tháng 11 năm 2015, Ian Carbutt đã chụp được một bức ảnh khác bằng điện thoại di động về quả cầu cuối cùng trong số bốn quả cầu màu cam đang di chuyển nhanh chóng thành một hàng trên đường Roberts, Clarendon, theo hướng Greytown.[37] Sáu ngày sau, vào tối ngày 28 tháng 11, mạng xã hội xôn xao với nhiều báo cáo khác nhau về thứ dường như là ánh sáng màu xanh lá cây treo trên bầu trời ở Long Street, Cape Town.[38]
- Khoảng 21:30 ngày 12 tháng 12 năm 2016, khi đang thực hiện hành trình về phía đông cách Vịnh Jeffreys khoảng 10 hải lý, cơ trưởng và phi công phụ của chiếc máy bay chở hàng Boeing 737 đã nhìn thấy một vật thể phát sáng màu xanh lá cây không xác định bay qua buồng lái của họ. Nó chạm tới một lớp mây cao hơn máy bay của họ khoảng 1.000 foot (300 m) trước khi quay trở lại trái đất, lần này tăng tốc xuống phía dưới buồng lái của họ. Người ta nghi ngờ có pháo sáng dù màu xanh lá cây, nhưng sau đó bị loại trừ do đã đạt đến độ cao. Các quan chức tại Sân bay Port Elizabeth nghi ngờ rằng có thể có liên quan đến tàu hoặc máy bay gặp nạn, nhưng NSRI phát hiện ra rằng không có chiếc nào quá hạn hoặc bị mất tích.[39]

## Sự kiện và trò lừa bịp UFO

### Vụ rơi đĩa bay ở Kalahari năm 1989
Theo nguồn tài nghi bị rò rỉ, một chiếc tàu của người ngoài hành tinh đã bị máy bay của không quân Nam Phi bắn rơi, cách Botswana khoảng 80 dặm (130 km), vào ngày 7 tháng 5 năm 1989. Hai sinh vật ngoài hành tinh được cho là đã bị bắt giữ tại chỗ. Cho đến nay, không có nhân chứng chính nào được lần ra, trong khi các tài liệu hỗ trợ, một số rõ ràng là giả mạo, đều được lấy từ James van Greunen. Nhà nghiên cứu Tony Dodd đã cho Van Greunen một số tín nhiệm trên tạp chí Quest nhưng các nhà nghiên cứu khác lại tỏ ra hoài nghi.

### Vụ rơi đĩa bay ở Lesotho năm 1995
Theo nguồn tài liệu nghi bị rò rỉ, một chiếc tàu của người ngoài hành tinh đã bị rơi ở Lesotho vào ngày 15 tháng 9. Người ta cho rằng quân đội Nam Phi đã lấy lại được chiếc tàu và bắt giữ ba sinh vật ngoài hành tinh. Nguồn gốc của những tài liệu này vẫn chưa ai biết rõ, nhưng một lần nữa bị nghi ngờ là của James van Greunen. Không lần ra dấu vết của bất kỳ cá nhân hoặc nhân chứng quan trọng nào, nhà nghiên cứu Michael Hesemann đã tố cáo đó là 'một trò lừa bịp hoàn toàn'. Các nhà nghiên cứu khác dù còn hoài nghi nhưng vẫn hy vọng lần ra dấu vết của các nhân chứng.